# Reserva nacional Lago Peñuelas
La reserva nacional Lago Peñuelas se encuentra en la región de Valparaíso en Chile. Fue declarada área protegida en el año 1952 con el fin de proteger a la cuenca tributaria el embalse o tranque Peñuelas, construido a fines del siglo XIX y comienzos del XX. Tiene una extensión de 9260 hectáreas.

## Utilidad
La Reserva Nacional Lago Peñuelas es una unidad del Sistema Nacional de Áreas Silvestres Protegidas del Estado (SNASPE) de Chile.  Esta unidad, junto al parque nacional La Campana, constituye una Reserva de la Biósfera, se estudió la flora de esta Reserva. El estudio registró 150 especies aproximadas de origen nativo, también se registró una rica flora comparada con los otros bosques nativos de la zona.
Además 14 de 300 (totales) están en problemas de conservación (2 en peligro, 11 vulnerables y una insuficientemente conocida).

## Sistema Nacional de Áreas Silvestres Protegidas del Estado
En Chile existe el Sistema Nacional de Áreas Silvestres Protegidas del Estado, el cual comprende tres categorías: Parques Nacionales, Reservas Nacionales y Monumentos Naturales. Actualmente la Reserva Nacional Lago Peñuelas se encuentra en esta protección.

## Medio ambiente
La flora de la reserva es de alto interés:
- bosque mixto;
- matorral ripiario;
- bosque y matorral espinoso caducifolio.

La fauna de la reserva:
- aves: 120 especies distintas;
- mamíferos: 10 especies distintas.

### Clima de la reserva
El clima de esta área es del tipo mediterráneo con influencia marítima.
La temperatura varía debido a la influencia del mar, las temperaturas anuales están entre los 12 °C  y los 18 °C. 
Las precipitaciones son ocasionales con máximas en invierno y se inician a fines de otoño extendiéndose hasta agosto. El 80% de las lluvias se registra entre mayo y agosto.

## Visitantes
Esta reserva recibe una gran cantidad de visitantes cada año, principalmente chilenos y algunos extranjeros.
| Año         | 2012   | 2013   | 2014   | 2015   | 2016   | 2017   | 2018   | 2019   | 2020  | 2021  | 2022  | 2023  | 2024 |
| ----------- | ------ | ------ | ------ | ------ | ------ | ------ | ------ | ------ | ----- | ----- | ----- | ----- | ---- |
| chilenos    | 31.828 | 49.861 | 36.433 | 41.357 | 40.584 | 28.079 | 43.940 | 27.369 | 2.147 | 9.213 | 1.373 | 3.122 | 767  |
| extranjeros | 1.384  | 1.347  | 588    | 941    | 1.388  | 683    | 1.896  | 1.494  | 0     | 592   | 0     | 0     | 0    |
| Total       | 33.212 | 51.208 | 37.021 | 42.298 | 41.972 | 28.762 | 45.836 | 28.863 | 2.147 | 9.805 | 1.373 | 3.122 | 767  |

## Protección del subsuelo
La Reserva Nacional Lago Peñuelas cuenta con una protección de su subsuelo como lugar de interés científico para efectos mineros, según lo establece el artículo 17 del Código de Minería. Estas labores sólo pueden ser ejecutadas mediante un permiso escrito por el presidente de la República y firmado además por el ministro de Minería.
La condición de lugar de interés científico para efectos mineros fue establecida mediante Decreto Supremo N°133 de 29 de agosto de 1989 y publicado el 26 de octubre de 1989. que fija el polígono de protección.